# Rio Rufino
Rio Rufino este un oraș în Santa Catarina (SC), Brazilia.